# Collectief Eemland
Collectief Eemland is een agrarische organisatie voor agrarisch natuur- en landschapsbeheer in de regio Eemland.
Het werkgebied van Collectief Eemland wordt aan de westkant begrensd door bosgebieden en de stuwwal van de Utrechtse Heuvelrug bij Soest, Baarn en Eemnes. Aan de oostkant wordt het gebied begrensd door het riviertje de Laak en de gemeentegrens van Bunschoten. In het zuidelijke grens bestaat uit de bebouwing van Amersfoort en Hoogland, de noordelijke grens wordt gevormd door de dijk van het Eemmeer en het Nijkerkernauw.

## Collectief
De organisatie is een van de 40 agrarische collectieven die het agrarisch natuur- en landschapsbeheer in Nederland regelen. Het samenwerkingsverband bestaat uit agrariërs en andere grondgebruikers. Agrarische collectieven sluiten zelfstandig contracten met de agrarische natuurbeheerders (boeren) en zorgen voor handhaving en controle. Het Collectief Eemland bestond in 2020 uit 91 agrarische leden. Het bestuur wordt bijgestaan door twee coördinatoren en enkele adviseurs. Binnen de vereniging zijn meerdere werkgroepen actief.

### Contracten
Collectief Eemland sluit contracten af voor:
- Weidevogelbeheer - het beschermen van weidevogels en de weideflora.[1][2]
- Bij de inrichting van plas-dras worden de greppels van de deelnemende boeren volgepompt totdat er een 10 meter brede strook ontstaat met water.[3] Om verstoring te voorkomen gebeurt het volpompen met behulp van zonne-energie.
- Landschapselementen - langs slootkanten: onderhoud van knotbomen, 'bonte weideranden' en de aanleg van poelen en terrastaluds.[4]
- Waterdoelen - ecologisch slootschonen ter bevordering van waterplanten en waterdieren

## Overige activiteiten
- Klompenpaden- en fietsroutes - samenwerking met organisaties als Landschapsfonds Eem en Vallei (LEEV), Landschaperfgoed Utrecht (LEU) en de VVV
- Educatie - onderwijsprojecten met Stichting Educatief Platteland en NME Schothorst in Amersfoort.
- Agrotoerisme - recreatieve activiteiten op de boerderij
- Belangenbehartiging - contacten met beleidsmakers en beslissers in het beheer van natuur en landschap.[5]

## Geschiedenis
- In 1999 werd de vereniging Ark & Eemlandschap opgericht door een aantal boeren en natuurliefhebbers uit Arkemheen en Eemland. Hun inzet was gericht op een duurzame en waarde(n)volle invulling van het gebied. Boeren uit het gebied deden op vrijwillige basis aan weidevogelbescherming. Om het wederzijdse begrip met burgers in het gebied te vergroten werden vrijwilligersactiviteiten opgezet, zoal vogelnesten markeren.
- In 2000 stelde de provincie Utrecht subsidie beschikbaar zodat de vereniging een vergoeding kon geven aan boeren die aan weidevogelbescherming deden.[6]
- Ark & Eemlandschap doet sinds 2001 mee aan de landelijke Subsidieregeling Agrarisch Natuurbeheer (SAN).
- In 2007 ging deze regeling over naar de Provincie Utrecht. Vanaf 2010 geldt een nieuwe regeling: het Subsidiestelsel Natuur en Landschap (SNL). SNL-deelnemers sluiten op vrijwillige basis een contract af. Voor hun natuur- en landschapsbeheer ontvangen zij een subsidie.
- Sinds 2016 geldt de regeling Agrarisch Natuur en Landschaps beheer (ANLb). Voor een periode van 6 jaar wordt door de EG in Brussel geld beschikbaar gesteld voor een goed beheer van weidevogels, knotbomen en water. Zo kunnen boeren boeren worden gecompenseerd voor misgelopen inkomsten. Het later maaien zorgt voor mindere kwaliteit veevoer en lagere melkopbrengsten, maar is goed voor weidevogels. Deelnemende boeren in Eemland komen in aanmerking als zij minimaal 10% van het land later maaien ten gunste van de weidevogels.

## Prijs
Het werk van Collectief Eemland werd in 2026 onderscheiden met de Gouden Mispel.